# Sabeu
El sabeu, que de vegades és incorrectament anomenat himyarita, fou un antic llenguatge del sud d'Aràbia parlat al Iemen des del segle 1000 aC fins al segle VI dC pels sabeus, i avui extingit. Forma part de la família del grup semític de les llengües afroasiàtiques.
Fou usat com a llenguatge escrit pels sabeus i altres pobles (hashidites, sirwahites, humlanites, ghaymanites, himyarites, radmanites, etc.) de l'antic Iemen i s'escrivia en l'antic alfabet sud-aràbic utilitzat també a Eritrea i Etiòpia des del segle viii aC, i que va evolucionar a l'alfabet amhàric, si bé aquest no era un derivat directe del sabeu, ja que se sap per diverses proves que llengües semítiques es parlaven a Eritrea i Etiòpia almenys des del 2000 aC.